# Galonki (województwo kujawsko-pomorskie)
Galonki – wieś w Polsce położona w województwie kujawsko-pomorskim, w powiecie radziejowskim, w gminie Topólka.

## Podział administracyjny
W latach 1975–1998 miejscowość administracyjnie należała do województwa włocławskiego. Wieś sołecka – zobacz jednostki pomocnicze gminy Topólka w BIP.

## Demografia
Według Narodowego Spisu Powszechnego (III 2011 r.) liczyła 171 mieszkańców. Jest piętnastą co do wielkości miejscowością gminy Topólka.

## Historia
Wieś opisana w XIX wieku jako Galonki w powiecie nieszawskim, gminie Czamanin, parafii Świerczyn. W roku 1827 spisano tu 9 domów i 90 mieszkańców.